# Connaught Place

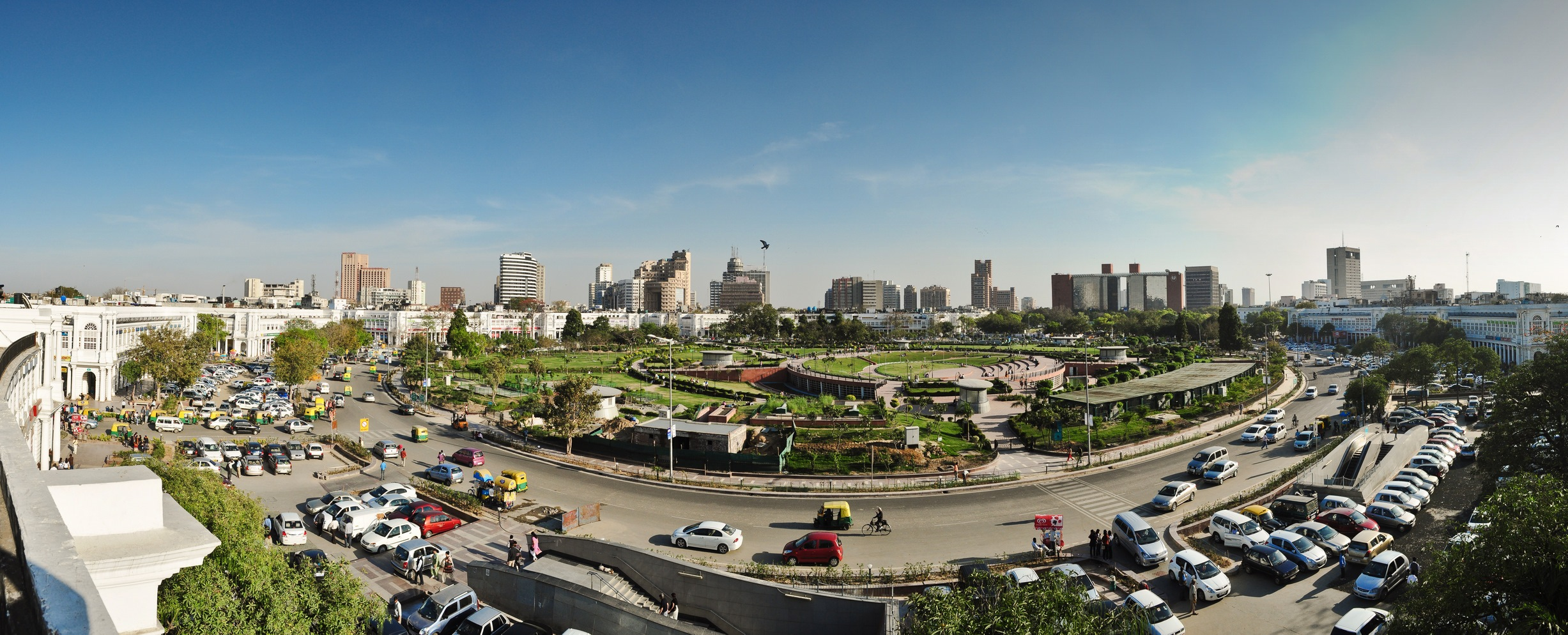
Panoràmica de Connaught Place, a Nova Delhi.

Connaught Place (en hindi: कनॉट प्लेस), sovint abreujat com a CP, és un dels centres financers, comercials i de negocis més gran de Nova Delhi, Índia. Acull la seu central de diverses empreses índies, així com nombrosos locals de marques internacionals. Durant l'ocupació britànica de l'Índia, va ser la principal àrea comercial de la ciutat. Se li va donar aquest nom després que Artur del Regne Unit, fos designat Duc de Connaught i Strathearn.
El treball de construcció va començar en 1929 i es va completar en 1933. Disposa d'una estació de metro que fou construïda sota l'obra arquitectònica, el seu nom és Rajiv Chowk (nom que ve de Rajiv Gandhi). Està inclosa en la llista de les estructures que són patrimoni de la ciutat de Nova Delhi.

## Galeria de fotos

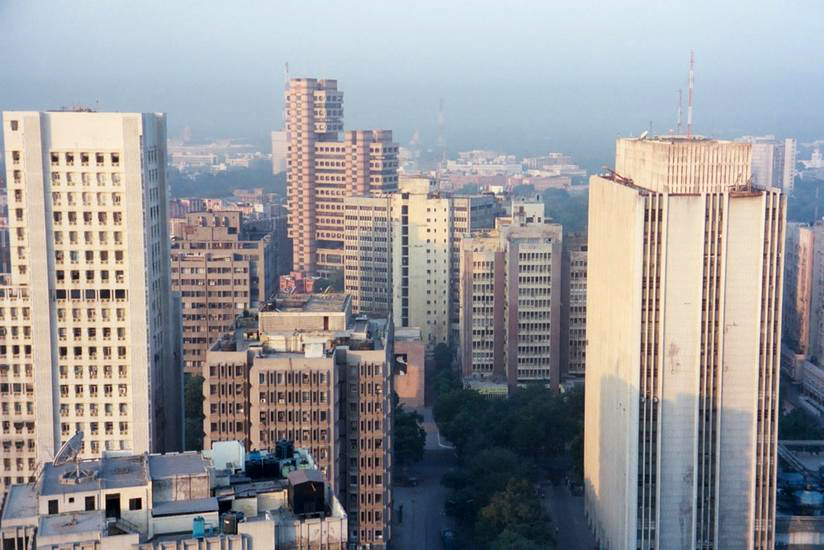
Gratacels a Connaught Place
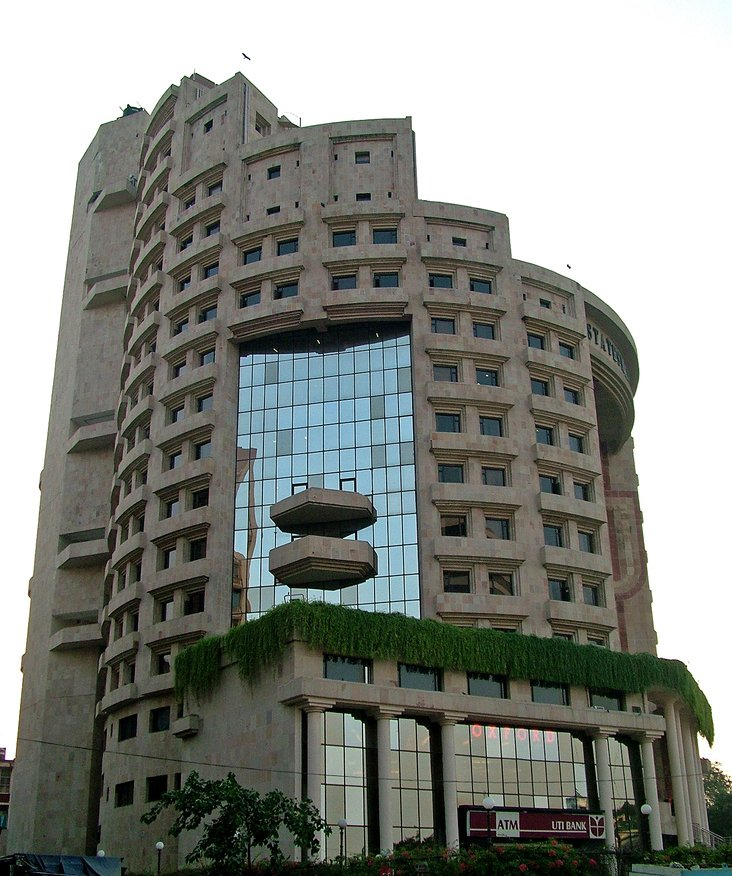
L'edifici The Statesman
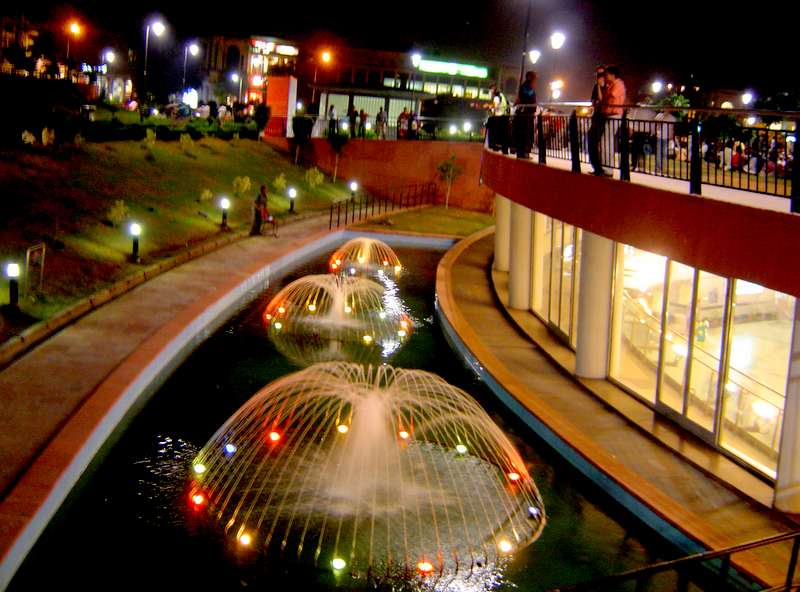
Parc central
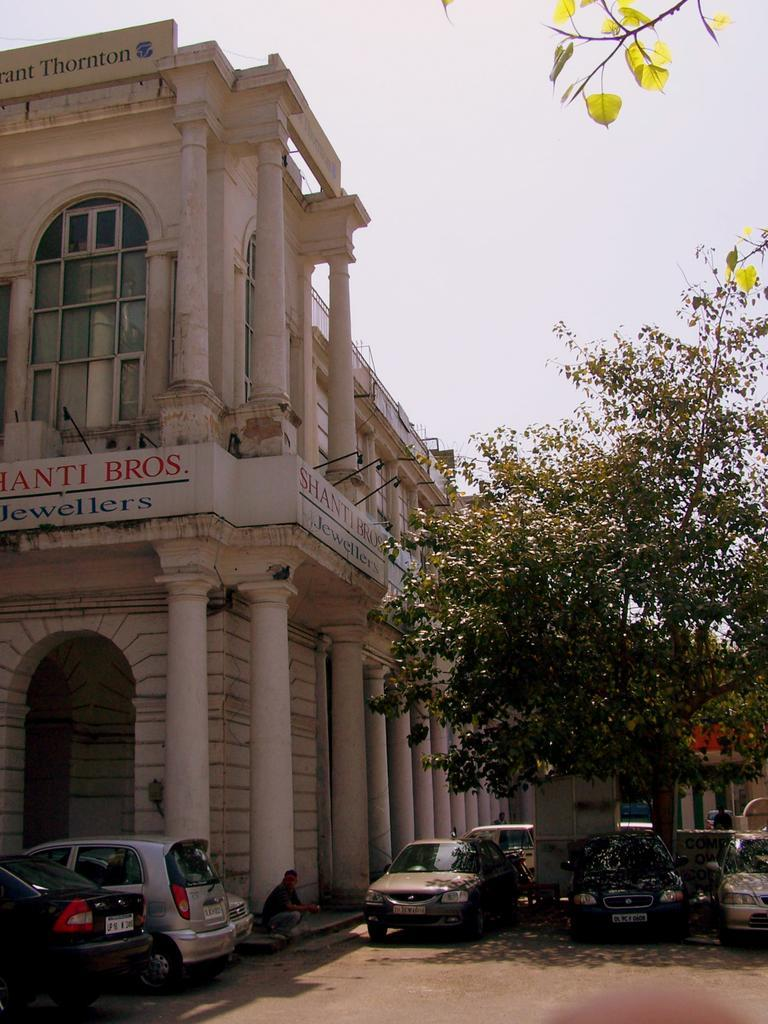
Edifici georgià
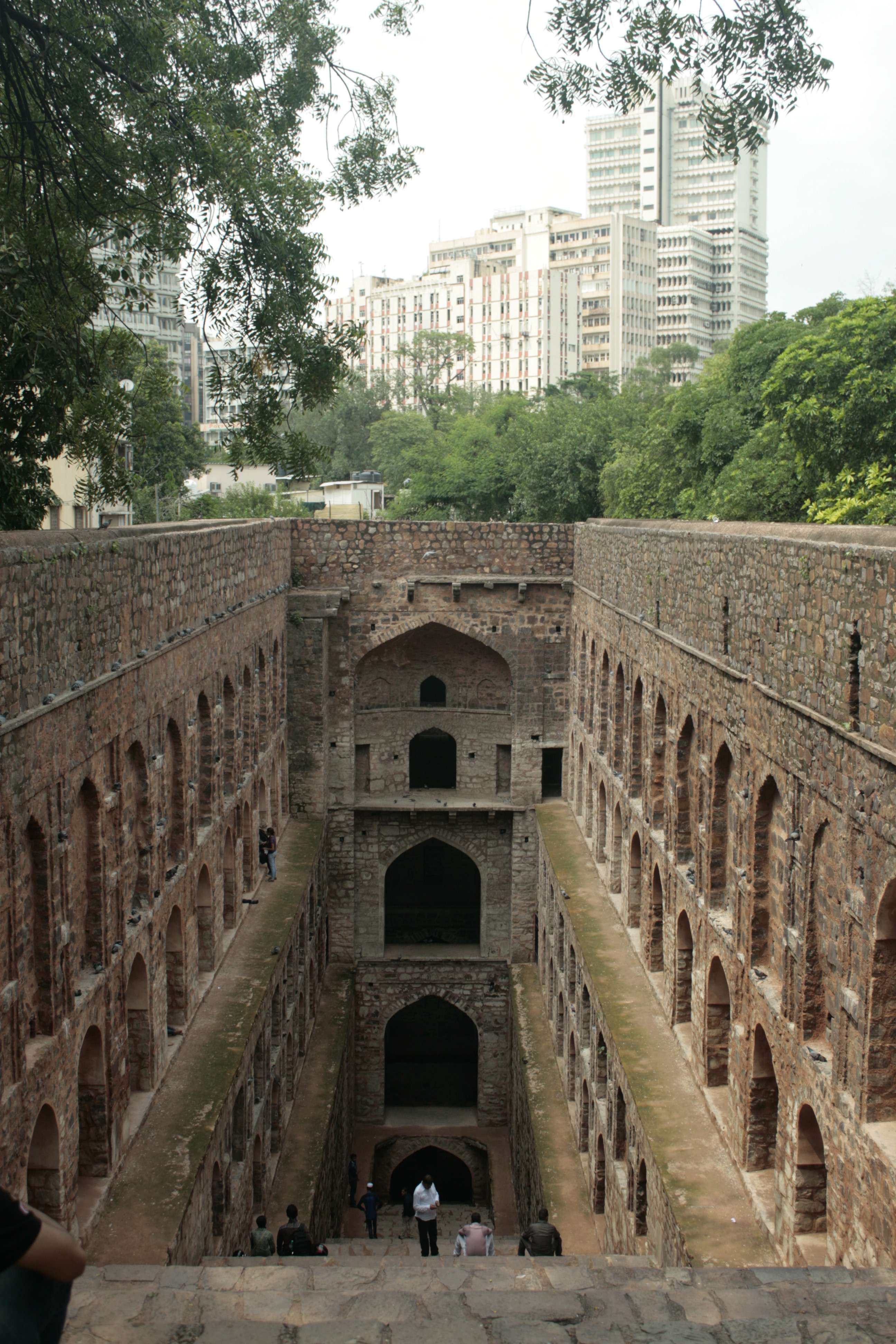
Agrasen Ki Baoli
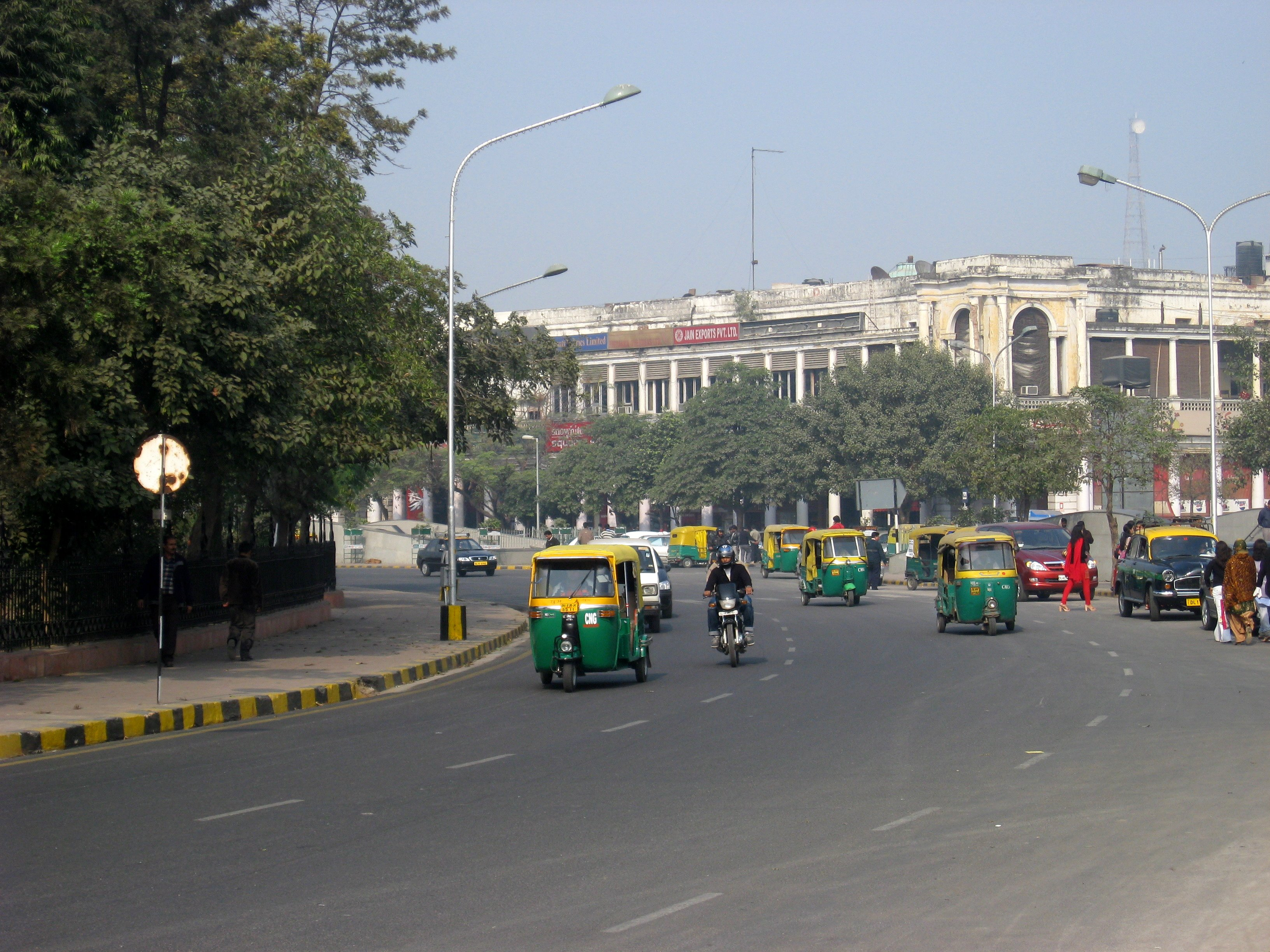
Cercle interior
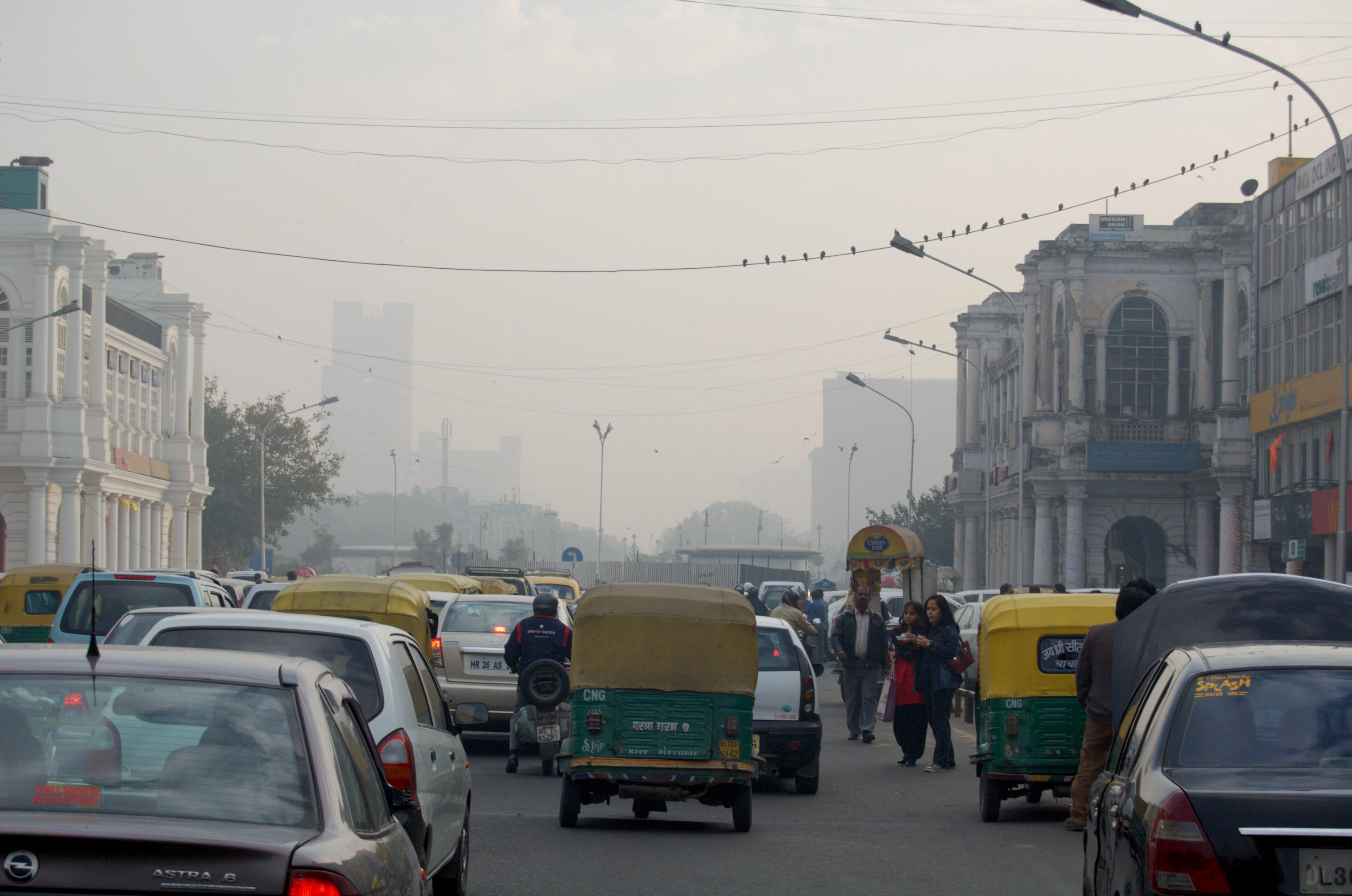
Tràfic
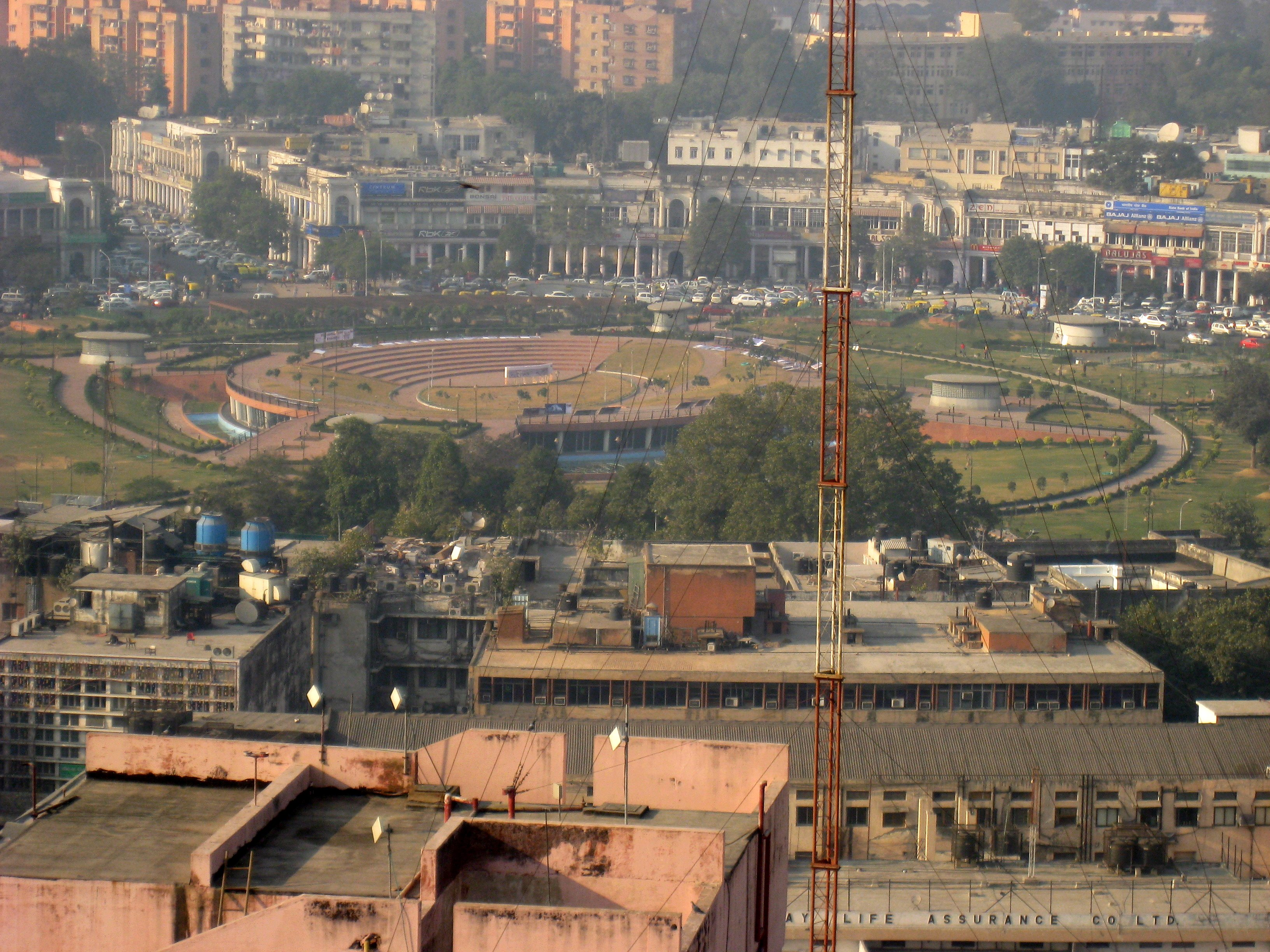
Vista des del restaurant giratori
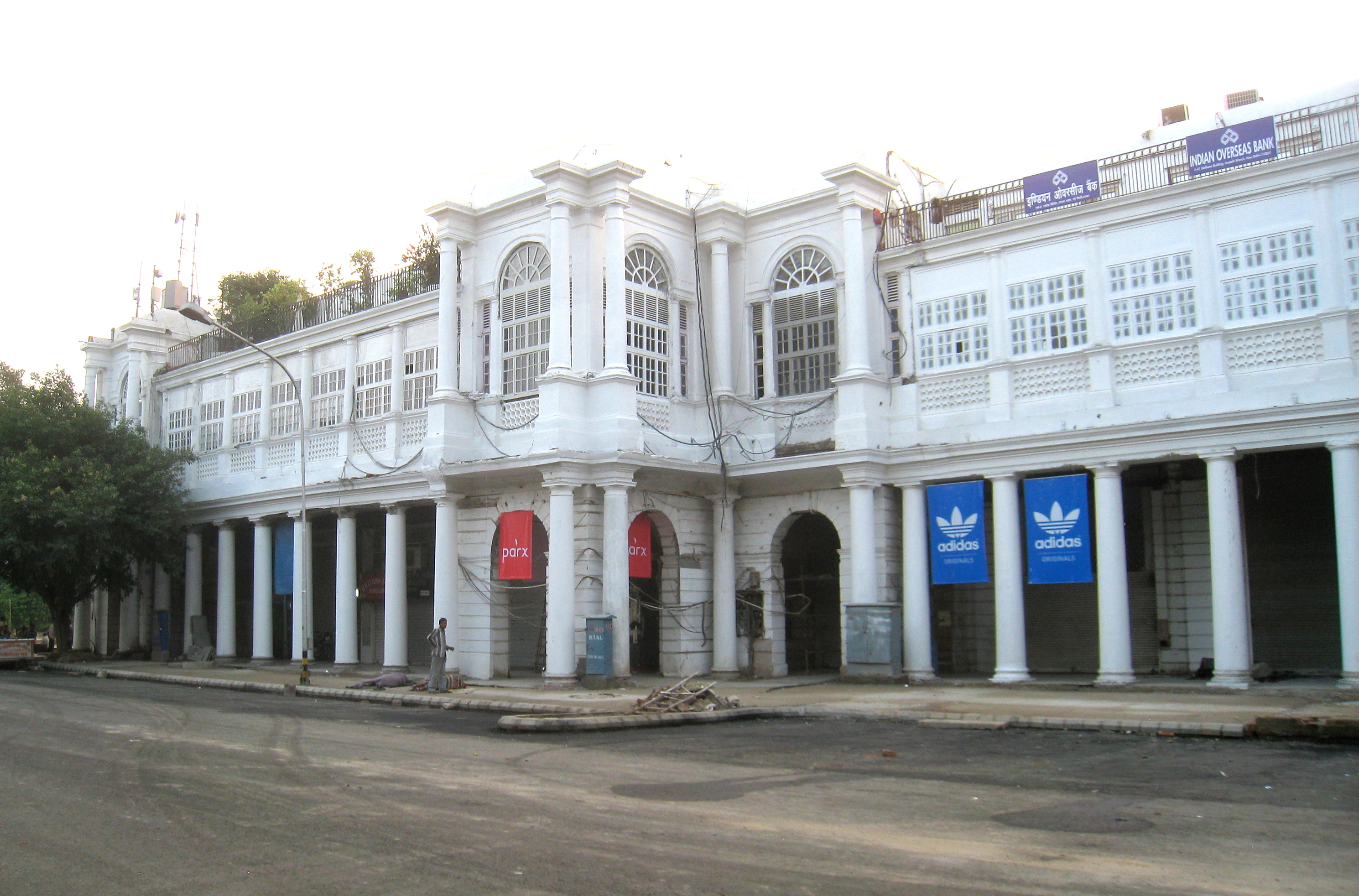
Àrea comercial.